# Perigonica pectinata
Perigonica pectinata là một loài bướm đêm trong họ Noctuidae.